# Льюїс Кук
Льюїс Джон Кук (англ. Lewis John Cook, нар. 3 лютого 1997, Йорк, Англія) — англійський футболіст, півзахисник команди «Борнмут» та юнацької збірної Англії U-20.
Вихованець юнацької футбольної академії «Лідс Юнайтед». Після двох вдалих сезонів у Лідсі на молодого гравця почав полювати «Манчестер Юнайтед». 8 липня 2016 року уклав угоду на чотири роки з «Борнмутом», який виступає у Прем'єр-лізі.

## Титули і досягнення
- Чемпіон Європи (U-17): 2014
- Чемпіон світу (U-20): 2017